# Yeshe Dorje
Yeshe Dorje (1676-1702) was de elfde gyalwa karmapa, hoofd van de kagyüschool van het Tibetaans boeddhisme.
Yeshe Dorje werd in Mayshö, Kham geboren. Hij werd door Minjur Dorje ontdekt en door de zevende shamarpa Yeshe Nyingpo bevestigd. Yeshe Dorje werd overgebracht naar Centraal-Tibet voor zijn opleiding en in het Tsurphuklooster ingewijd. Hij werd zowel in de kagyü als in de nyingmaschool opgeleid en heeft de Tercho leer van Padmasambhava geïntegreerd in de kagyüschool.